# Primera cita (álbum de CNCO)
Primera cita es el primer álbum de estudio debut de la agrupación estadounidense CNCO. Fue lanzado el 26 de agosto de 2016, a través de Sony Music Latin. El álbum recibió el Premio Lo Nuestro al Álbum Pop del Año en la ceremonia del 2017.

## Rendimiento comercial
El álbum debutó en el número uno en la lista Billboard Top Latin Albums con ventas de 11,000 copias en la primera semana en los Estados Unidos. También acumuló más de un millón de transmisiones en Spotify en solo unas horas después de su lanzamiento. Primera Cita fue el álbum debut latino más vendido de 2016 en los Estados Unidos y Puerto Rico. El álbum también debutó entre los 10 mejores en 15 países, incluido el número uno en Bolivia, Ecuador, Guatemala y Argentina.

## Premios y nominaciones
| Año  | Premio                       | Categoría               | Resultado |
| ---- | ---------------------------- | ----------------------- | --------- |
| 2017 | Billboard Latin Music Awards | Álbum Pop del año       | Nominado  |
| 2017 | Billboard Music Award        | Mejor Álbum Latino      | Nominado  |
| 2017 | Premios Latin American Music | Álbum del año           | Ganador   |
| 2017 | Premios Latin American Music | Álbum Pop/Rock favorito | Ganador   |
| 2017 | Premio Lo Nuestro            | Álbum Pop/Rock del año  | Ganador   |

## Listado de canciones
| N.º | Título                                                | Escritor(es)                                                                                            | Duración |  |
| 1.  | «Quisiera»                                            | Johan Arjona y Juan Luis Morera                                                                         | 3:05     |  |
| 2.  | «Tan Fácil»                                           | Christian Linares, Juan Luis Morera, Marco Ramírez y Víctor Rafael Torres                               | 3:30     |  |
| 3.  | «Reggaetón Lento (Bailemos)»                          | Jadan Andino, Jorge Class, Luis Ángel O'Neill y Eric Pérez                                              | 3:42     |  |
| 4.  | «Primera Cita»                                        | Johan Arjona                                                                                            | 3:38     |  |
| 5.  | «Para Enamorarte»                                     | Juan Luis Morera, Mauricio Rengifo y Sebastián Yatra                                                    | 3:08     |  |
| 6.  | «No Entiendo»                                         | Marcos Alfonso Ramírez Carrasquillo, Juan Luis Morera, Johan Arjona, José Torres y VÍctor Rafael Torres | 4:12     |  |
| 7.  | «Devuélveme Mi Corazón»                               | David Augustave, Juan Luis Morera, Bruno Nicolás y José Luis De La Pena                                 | 3:26     |  |
| 8.  | «Cometa»                                              | Yadam González, Beatriz Luengo y Yotuel Romero                                                          | 3:37     |  |
| 9.  | «Volverte a Ver»                                      | Christian Carrasquillo, Marcos Alfonso Ramírez Carrasquillo, Juan Luis Morera y Víctor Rafael Torres    | 4:11     |  |
| 10. | «Tú Luz»                                              | Marcos Alfonso Ramírez Carrasquillo, Juan Luis Morera y Víctor Rafael Torres                            | 3:53     |  |
| 11. | «Cien»                                                | Johan Arjona                                                                                            | 3:07     |  |
| 12. | «Más Allá»                                            | Marcos Alfonso Ramírez Carrasquillo, Juan Luis Morera y Víctor Rafael Torres                            | 3:40     |  |
| 13. | «Quisiera (Ballad Version)» (featuring Abraham Mateo) | Johan Arjona, Juan Luis Londoño y Juan Luis Morera                                                      | 3:08     |  |
| 14. | «Tan Fácil (Remix)» (featuring Wisin)                 | Christian Linares, Juan Luis Morera, Marco Ramírez y Víctor Rafael Torres                               | 3:45     |  |

| Bonus Track |                                                           |                                                                           |               |          |  |
| N.º         | Título                                                    | Escritor(es)                                                              | Productor(es) | Duración |  |
| 14.         | «Tan Fácil (Spanish-Portuguese Version)» (with Zé Felipe) | Christian Linares, Juan Luis Morera, Marco Ramírez y Víctor Rafael Torres |               | 3:33     |  |

## Posiciones en las listas
| Lista (2016–17)                   | Mejor posición |
| --------------------------------- | -------------- |
| Argentina (CAPIF)                 | 1              |
| Mexican Albums (AMPROFON)         | 15             |
| Portugal (AFP)                    | 22             |
| España (PROMUSICAE)               | 24             |
| Estados Unidos (Billboard 200)    | 39             |
| Estados Unidos (Latin Pop Albums) | 1              |
| Estados Unidos (Top Latin Albums) | 1              |

| Lista (2016–17)          | Mejor posición |
| ------------------------ | -------------- |
| Argentine Albums (CAPIF) | 6              |
| Uruguayan Albums (CUD)   | 4              |

| Lista (2016)                    | Mejor posición |
| ------------------------------- | -------------- |
| US Latin Pop Albums (Billboard) | 6              |
| US Top Latin Albums (Billboard) | 14             |
| Lista (2017)                    | Mejor posición |
| Mexican Albums (AMPROFON)       | 79             |

## Certificaciones
| País           | Organismo certificador | Certificación | Ventas certificadas | Ref.   |
| -------------- | ---------------------- | ------------- | ------------------- | ------ |
| Colombia       | ASINCOL                | Oro           | 10 000              | [ 18 ] |
| Estados Unidos | RIAA                   | Oro           | 30 000              | [ 19 ] |
| México         | AMPROFON               | Platino + Oro | 90 000              | [ 20 ] |